# Urbanisatiegraad
De urbanisatiegraad (of verstedelijkingsgraad) is een getal dat de verhouding aangeeft tussen het aantal mensen dat in stedelijke nederzettingen woont en het aantal mensen dat daarbuiten woont, in meer landelijke gebieden. Het is een bruikbare graadmeter voor de mate van verstedelijking. De urbanisatiegraad wordt doorgaans uitgedrukt als een percentage van de totale bevolking: wanneer een regio een urbanisatiegraad heeft van 70%, woont 70% van de bevolking van die regio in stedelijk gebied. De urbanisatiegraad moet niet worden verward met de bevolkingsdichtheid, die het aantal inwoners per km² aangeeft.
Hoewel de urbanisatiegraad in principe een betere indicatie geeft voor de mate van verstedelijking dan de bevolkingsdichtheid, is het niet altijd even goed bruikbaar in vergelijkingen doordat verschillende instellingen die gegevens verzamelen uiteenlopende definities hanteren voor het begrip 'stedelijke nederzetting' of 'stad'.